# Вітвіцька Надія Володимирівна
Вітвіцька Надія Володимирівна (1953) — українська поетеса. Член Хмельницького обласного осередку ВТС «Конгрес літераторів України» та Хмельницької міської літературної спілки «Поділля».

## Біографія
Народилася 16 квітня 1953 року в селі Томашівка на Ярмолинеччині (Хмельницька область). У 1968 р. закінчила школу, а в 1969 р. вступила до Хмельницького медичного училища, закінчивши яке працювала медсестрою у міській лікарні та у Будинку пристарілих. Писати вірші почала з дитинства. Брала участь у фестивалі «Слово єднає!» у 2015, 2016, 2017pp.
Друкувалася у газетах «Хмельницький вечірній», «Ровесник», «Подільські вісті», альманахах «Лелеки літа», «Хліб по воді».
Поетеса є керівником клубу поезії «Струни душі» Хмельницького територіального центру соціального обслуговування.
Вона любить подорожувати  і  досі має романтичну і мандрівну душу,  понад усе любить свій рідний край, поезію і дітей.  У збірці «Квиток у країну дитинства» авторка намагається передати маленьким читачам велику любов, моральні і духовні цінності, які надбала у процесі життя. Надія Вітвіцька бере участь у духовному і патріотичному вихованні підростаючого покоління.

## Творчість
Творчий доробок Надії Вітвіцької поділяється на три блоки: громадсько-патріотична поезія, пейзажна та інтимна лірика.
Збірки поезій
«Душа співає гімн любові» (2008)
«Люблю я Бога й Україну» (2008)
"Пізнай себе"(2009)
"Іду до світла"(2010)
"Благословенний час"(2011)
"Квиток у країну  дитинства"(2012)
"Зоря квітневої Надії"(2013)
"Стежина  до себе"(2014)
"Душі людської оберіг"(2014)
"Україна переможе) (2015)
"Зорецвіти Божого натхнення"(2016)
"Народжені вільними"(2016)
Першими на вогонь(2017)
Танго осіннього кохання"(2018)
"Квіти Надії" (2019)
"Країна сонця" (2020)
"Незламна нація Героїв"(2023)
"Вільні і нескорені" (2023)
Блакитний сум поезії(2023)
Пригоди лісової феї(2023)
За обрієм часу (2024)
Нездоланна воля народу(2025)
Публікації в колективних збірках
По місту йде брудна дитина:вірш// Лелеки літа:альманах.-Хмельницький, 2008,-С.38.
"Вічне сонце над нами і  небо";"Я знаю одне,що у серці людини";"Пий насолоду із кожної миті"; "Шукай  Боже Царство у собі" та ін. поезії//Хліб по воді:
альманах.Вип.3.-Хмельницький, 2010.- С.18-23.
"Пізнаємо себе у муках серця";"Україні": поезії//"Слово єднає":Хмельницький літ-публіцист. альманах.№1,2018.-Хмельницький,2018.-С62-63.
Публікації про Н.Вітвіцьку та її творчість
Салій І. Благословенний час: вірші від душі і для душі /І.Салій//Проскурів.-2012.-19 січ..-С.14
Мельник П. Подвійне свято Надії Вітвіцької /П.Мельник //Проскурів.-2013.-8 трав.-С.11
Вітвіцька Н. Ключ від земного щастя:розмова  з поетесою/Н.Вітвіцькою//Поділ.вісті.-2013.-21 трав.-С.6.
Надія Вітвіцька вірить:Україна переможе//Проскурів.-2015.-1 жовт.-С.15.
Салій І."Народжені вільними":про книгу Н.Вітвіцької/І.Салій//Проскурів.-2016.-20 жовт.-С.15.
Ковальчук О. Світло душі, дароване їй небом/О.Ковальчук//Проскурів.-2018.-26 жовт.-С.15.